# 小叶瓦韦
小叶瓦韦（学名：Lepisorus macrosphaerus f. minimus）为水龙骨科瓦韦属大瓦韦下的一个变型。

## 扩展阅读
- 維基物種上的相關：小叶瓦韦